# Orconectes marchandi
Orconectes marchandi är en kräftdjursart som beskrevs av Hobbs 1948. Orconectes marchandi ingår i släktet Orconectes och familjen Cambaridae. IUCN kategoriserar arten globalt som nära hotad. Inga underarter finns listade i Catalogue of Life.